# Municipio de Juan Galindo
El municipio de Juan Galindo es un municipio del estado de Puebla, México. Según el censo de 2020, tiene una población de 9.828 habitantes.
Pertenece a la vertiente septentrional del estado de Puebla, formada por las distintas cuencas parciales de los ríos que desembocan en el golfo de México. El municipio se ubica dentro de la cuenca del río Tecolutla. 
Hubo un intento por constituirlo como municipio el 26 de enero de 1928, segregándole territorio al municipio al que pertenecía. Sin embargo, este decreto fue derogado, volviendo a su categoría de pueblo perteneciente a Huauchinango. Por fin, el 11 de septiembre de 1936, después de gestiones realizadas por Gregorio Franco y Pompeyo Cabrera, es elevado por segunda vez como municipio libre con el nombre de Juan Galindo, quien fue un liberal nacido en Zacatlán, que combatió contra los conservadores y la intervención francesa. Su hazaña más recordada es la llamada "Epopeya de las piedras".  Convocó a 9 hombres resueltos, de reconocido valor, absoluta confianza y lealtad a la causa, cuyos nombres eran: Jorge Váldez, Manuel Llorera, Melquíades García, Refugio Escobar, Fidencio Barragán, Gabino Vargas, Antonio Candia, Antonio Aldana y otro hombre con el mote de “el Cachetes”. Luego de que la columna de 100 zuavos franceses se hallaba distribuida a lo largo del camino, en una inteligente táctica mandó tocar ataque a 2 cornetas y a 2 tambores, situados en ambos extremos del camino simulando que dos fuerzas atacaban por la vanguardia y la retaguardia respectivamente, y rompiendo las cuerdas de las contenciones construidas, las piedras contenidas rodaron con estrépito mortal arrastrando a los zuavos y acabando con la compañía, y los pocos que lograron salvarse llegaron a Huauchinango para contar la grandeza del Ejército que los había derrotado, sin saber nunca que solo se trataba de 9 hombres.
La cabecera municipal es Nuevo Necaxa, contando con las localidades de Necaxa y Necaxaltépetl.
Las presas de Los Reyes, Nexapa, Necaxa, Tenango, y Tejocotal alimentan al sistema hidroeléctrico de Necaxa.
El proyecto de aprovechamiento de las aguas del río Necaxa fue iniciado por la compañía Francesa "Societé Electrique du Necaxa", aunque sin éxito. El proyecto es retomado entonces por Frederick Stark Pearson, quien fundó las empresas "The Mexican Tramway Company" y "The Mexican Light and Power Company", ambas de capital canadiense, iniciándose los trabajos en 1903.
El sistema hidroeléctrico comenzó a funcionar en 1905 a cargo de The Mexican Light & Power Company, Ltd. misma que posteriormente, tras su nacionalización y a lo largo de los años, se convirtió en Luz y Fuerza del Centro, hasta el 11 de octubre de 2009, cuando dicho organismo fue declarado extinto y en liquidación administrativa, por decreto del gobierno federal durante la administración de Felipe Calderón Hinojosa. Actualmente continua funcionando bajo la administración de la  Comisión Federal de Electricidad (organismo público descentralizado del gobierno federal).
El nombre de Necaxa se toma del totonaco Nakaksan palabra que significa “lugar de ruido en el agua” y viene de “ka”: que significa lugar de y “Ksan” ruido, y que nos da “lugar de ruido” haciendo referencia toponímica a las cascadas del río Necaxa, que al caer en la profundidad emitían un ruido ensordecedor dándole al lugar identificación como “lugar de ruido en el agua”.
El Glifo de Necaxa responde a una creación artística del pintor Desiderio Xochitiotzin para el libro "Indonimia Geográfica del Estado de Puebla" del Profesor Felipe Franco, en base al concepto erróneo de “habitantes del cajete de agua”. Pese a esto, y por costumbre, es el que oficialmente se utiliza.

## Reseña Histórica
Principales hitos históricos:

- 1866.	El 13 de Junio se efectúa la batalla de Tecacalango, popularmente conocida como la Epopeya de las Piedras, en la que los liberales, comandados por el Teniente Juan Galindo, derrotan a franceses a cuyo frente iba el Conde de Cinco Iglesias.
- 1903.	Se inicia la construcción de la Presa Necaxa y de la Planta de Luz y Fuerza Motriz. Teniendo como antecedente el infructuoso intento de construir a cargo de una compañía francesa (la Societe du Necaxa) para ceder su concesión en 1903 a una compañía norteamericana-canadiense(The Mexican Light and Power Company Limited)
- 1936.	El 11 de septiembre se erige como el municipio libre de Juan Galindo.

La presencia humana en la zona tiene orígenes en las etnias nahua y totonaca que llegaron a fundar un poblado en Necaxa. Originalmente este asentamiento se dio al margen del Río Necaxa, del cual tomó su nombre, que significa “Lugar de Ruido en el agua” en referencia a los dos saltos de agua que más adelante se formaban con el gran caudal de dicho río. Estas caídas de agua, que en conjunto tenían más de 300 metros de desnivel, atrajeron la atención de viajeros e investigadores, así como también de ingenieros e inversionistas que pensaron en aprovechar la energía potencial de estas cascadas.
Después de 1519, llegaron los españoles que, aliados con los indígenas del norte del actual estado de Puebla, se deshicieron del yugo mexica.
En 1895, un francés, el Doctor Arnold Vaquie, de manera particular asociado con otros inversionistas obtiene la primera concesión gubernamental para la explotación de las aguas del Río Necaxa, posteriormente dándose cuenta de que los recursos se agotaban logra una nueva inyección de capital a través de la Societé du Necaxa, la cual se formó en Francia con el mismo objetivo de generar electricidad para la Ciudad de México y los centros mineros cercanos como el de Pachuca.
Sin avance en los trabajos, el gobierno del Presidente Porfirio Díaz contacta con el eminente ingeniero estadounidense Frederick Stark Pearson, quien visita Necaxa y se convence de llevar a buen término el proyecto de electrificar la Ciudad de México a gran escala. Consigue la participación de inversión canadiense y funda la Mexican Light and Power Company Limited en 1902, consolidándola legalmente en México al siguiente año, y así logra obtener la concesión para la explotación de las aguas del Río Necaxa y Tenango el 24 de marzo de 1903.
Para poder construir el Sistema Hidroeléctrico de Necaxa, es necesario desalojar a los habitantes de Necaxa. La compañía, para compensarlos, los aloja en un terreno denominado “Canadita” donde se asienta la mayoría; los demás, inconformes, se remontan al cerro "Tlacuayantecuane" y forman el pueblo "Xococotlale", no siendo permitido por las autoridades y se ven obligados a emigrar a la parte más alta del cerro conformando la nueva población llamada Necaxaltépetl.
El 6 de diciembre de 1905 se envía de manera definitiva y continua, la energía eléctrica que ayudaría a la Ciudad de México a convertirse en una de las ciudades mejor iluminadas del Mundo. La implementación y funcionamiento de la Planta Hidroeléctrica de Necaxa dio paso a la creación de la Industria Eléctrica, ya que por su gran producción de electricidad, podía venderla a diferentes consumidores, como la industria textil, la industria minera, el sistema de tranvías de la Ciudad de México, el sistema de bombeo de agua potable, el alumbrado público, comercial y privado; por todo esto, Necaxa es considerado la Cuna de la Industria Eléctrica en México y en América Latina, ya que no existía una planta con las dimensiones, con la tecnología, ni con la producción de electricidad que Necaxa poseía, en todo el continente, a excepción de EUA y Brasil.
A través de un decreto, el 26 de enero de 1928, segregándolo del municipio al que pertenecía, fue constituido como municipio, sin embargo este decreto fue derogado al año siguiente, volviendo a su categoría de pueblo perteneciente a Huauchinango.
Por fin, el 11 de septiembre de 1936 es elevado por segunda vez como Municipio Libre con el nombre de Juan Galindo, quien fue un liberal nacido en Huauchinango, que combatió contra los conservadores y la ocupación francesa, logrando la gloria militar en la Epopeya de las Piedras, cuando el 13 de junio de 1866, en el Cerro de Tecacalango venció a una avanzada militar de zuavos austriacos y franceses emboscándolos con una avalancha de rocas, sin disparar una sola bala, acción por la cual fue ascendido al grado de Coronel.
El Municipio está conformado por las poblaciones de Necaxa, Nuevo Necaxa, Necaxaltépetl, Nesuaya,2 Caminos y Cruztitla, la cabecera Municipal es el pueblo de Nuevo Necaxa.

## Personas ilustres
- Ingeniero Frederick Stark Pearson

(N. 3 de julio de 1861, Lowell, Massachusetts, Estados Unidos – M. 7 de mayo de 1915). Genio constructor y empresario visionario que llegó a Necaxa en 1903, a construir uno de los portentos de ingeniería más importantes de México: el Sistema Hidroeléctrico de Necaxa, que proveyó gran cantidad de energía eléctrica para la Ciudad de México y la zona central, contribuyendo al desarrollo económico del país. Es considerado el Padre del Necaxa Moderno.
- Coronel Juan Galindo Galindo

(N. 21 de marzo de 1840 en Cuacuila del exdistrito de Zacatlán – M. 17 de enero de 1888) Se une a la milicia al iniciarse la guerra de 1847, contra el ejército invasor estadounidense, formó parte de la Compañía de la guardia Nacional de Huauchinango, Sección Cravioto, Brigada Alatriste, comandada por Don Marcos Andrade, todos siendo leales al Presidente Benito Juárez.
En la Batalla de Puebla del 5 de mayo de 1862, gente de Huauchinango estuvo presente, destacando la figura del Sargento Segundo Juan Galindo, cuyos méritos obtenidos en campaña le valieron ser distinguido con el grado superior de Subteniente, pasando a prestar sus servicios en la Primera Compañía del Octavo Batallón de la Guardia Nacional de Puebla, bajo la batuta de Don Herculano Calva.
En noviembre de 1864 lo encontramos ya con el grado de Teniente, cuyo rango ostentaba cuando se le otorga la Jefatura de la Compañía Móvil del Batallón Huauchinago, fue entonces que tomo parte activa y directa de la famosa Batalla de las Piedras y lo colocó entre los destacados republicanos de aquella época.
Convocó a 9 hombres resueltos, de reconocido valor, absoluta confianza y lealtad a la causa, cuyos nombres eran: Jorge Váldez, Manuel Llorera, Melquíades García, Refugio Escobar, Fidencio Barragán, Gabino Vargas, Antonio Candia, Antonio Aldana y otro hombre con el mote de “el Cachetes”.
Luego de que la columna de 100 zuavos franceses se hallaba distribuida a lo largo del camino, en una inteligente táctica mando tocar ataque a 2 cornetas y a 2 tambores , situados en ambos extremos del camino simulando que 2 fuerzas atacaban por la vanguardia y la retaguardia, y rompiendo las cuerdas de las contenciones construidas, las piedras contenidas rodaron con estrépito mortal arrastrando a los zuavos y acabando con la compañía, y los pocos que lograron salvarse llegaron a Huauchinango para contar la grandeza del Ejército que los había derrotado, en la ahora conocida como “Epopeya de las Piedras”.
Ahí quedaron 440 fusiles, 15 cañones y 600 bayonetas.
El Teniente Juan Galindo fue ascendido a Coronel en 1870, el gobernador Ignacio Romero le otorgó un diploma por haber contribuido a la independencia de México y por haber asistido al sitio y asalto de Puebla el 2 de abril de 1867. El 3 de junio de 1870 el general Francisco Cravioto le expidió un certificado haciendo constar sus servicios eminentes a la patria.
En 1888 se retira a la vida privada donde por enfermedad se agrava y el 17 de enero de 1888 fallece. Sus restos se encuentran en el Panteón Municipal de Huauchinango.

## Medio físico
Juan Galindo se localiza en la parte noroeste del estado de Puebla, sus coordenadas geográficas son: entre los paralelos 20°12′24″ y 20°14′24″ N y los meridianos 97°57′ y 98°1′24″ O. Sus colindancias son al norte con Xicotepec, al sur con Huauchinango y Tlaola, al oeste con Xicotepec y Zihuateutla y al Poniente con Huauchinango.
Tiene una superficie de 44,66 kilómetros cuadrados, que lo ubican en el lugar 175 por tamaño respecto a los demás municipios del estado.

### Orografía
Pertenece morfológicamente a dos regiones: de la cota 1000 hacia el oriente, al declive del Golfo y de la misma cota al poniente, a la Sierra Norte.
El declive del Golfo es el declive septentrional de la Sierra Norte y se caracteriza por sus numerosas chimeneas volcánicas y lomas aisladas; en tanto que la Sierra Norte o Sierra de Puebla está formada por sierras más o menos individuales, paralelas, comprimidas las unas contra las otras y que suelen formar grandes o pequeñas altiplanicies intermontañosas que aparecen frecuentemente escalonadas hacia la costa.
La morfología del municipio es notable por sus escabrosidades y profundas depresiones, sobre todo en la porción norte; también presenta un fuerte declive en dirección oeste desde 1700 metros sobre el nivel del mar en los cerros Yélotepetl y Necaxaltépetl, hasta menos de 700 en la ribera del río Nexapa.

### Hidrografía
El municipio pertenece a la vertiente septentrional, del estado de Puebla formada por las distintas cuencas parciales de los ríos que desembocan en el Golfo de México y que se caracteriza por sus ríos jóvenes e impetuosos con una gran cantidad de caídas. El municipio se ubica dentro de la cuenca del río Tecolutla.
Al sur de Huauchinango, nace con el nombre de Totolapa el río Necaxa, que corre en medio de abruptas montañas y se precipita despeñándose hasta el fondo de las profundas barrancas, formando las cascadas llamadas Salto Chico y Salto Grande; su agua se emplea principalmente para la generación de energía eléctrica.
Sin embargo el río Necaxa se extiende desde el estado hacia otros. Cuenta con 5 presas: el Tejocotal, Los Reyes, Patla, Tenango y Necaxa en las cuales se almacenan 172 millones de litros cúbicos de agua para generar energía no solo para el estado de Puebla sino también para Tlaxcala, Hidalgo, Estado de México y el Distrito Federal, y a numerosas ciudades y pueblos que se encuentran en el centro del país; la presa Necaxa se ubica dentro del municipio y de ella prosigue el río Tepexi, que corre de oeste a este, y constituye uno de los afluentes del Necaxa, a través de un túnel se une al río de Patla, formando el río Tecolutla, el cual desemboca en el Golfo.
También cuenta con otros arroyos permanentes e intermitentes, como el Salto.
Clima	
El municipio se ubica en la transición de los climas templados de la Sierra Norte y los cálidos del declive del Golfo; presenta dos climas: clima semicálido: Subhúmedo con lluvias todo el año temperatura media anual mayor de 18 °C; temperatura del mes más frío entre 3 y 18 °C; precipitación del mes más seco mayor de 40 milímetros; por ciento de lluvia invernal con respecto a la anual menor de 18. Es el clima predominante; se identifica en la porción central y sud-occidental. clima cálido: Con lluvias todo el año; temperatura media anual mayor de 22 °C; la temperatura del mes más frío es mayor de 18 °C; existe una diferencia porcentual de lluvia invernal con respecto a la anual menor de 18; la precipitación del mes más seco es mayor de 60 milímetros y se presenta en la porción oriental del municipio.
Principales Ecosistemas	
El municipio conserva pocas áreas con vegetación natural; tan sólo quedan bosques de pino-encino en áreas reducidas al poniente y al sur.
El resto del territorio ha sufrido una fuerte deforestación; se han implantado pastizales al norte y en la porción central se cuentan con zonas dedicadas a la Agricultura. 
Recursos naturales	Sus tierras de cultivo.
Características y Uso de Suelo	
En su territorio se identifican tres grupos de suelos:
Acrisol: Suelos muy pobres en nutrientes además para explotación forestal y praticultura, de productividad baja. Se localiza en la porción nor-oriental. 
Luvisol: Son suelos ricos en nutrientes con orizonte cálcico o presencia de material calcaría por lo menos en la superficie. Son de fertilidad moderada a alta se localiza en la zona más baja del municipio, en la porción meridional. 
Regosol: Suelos formados por material que no sea aluvial reciente, como dunas, cenizas volcánicas, playas, etc., su uso varía según su origen, muy pobres en nutrientes prácticamente infertiles. Es el suelo predominante; ocupa en la porción central del municipio.

## Perfil sociodemográfico
Para más información visita el Sistema Nacional de Información Municipal del INAFED

### Infraestructura social y de comunicaciones
Para más información visita el Sistema Nacional de Información Municipal del INAFED

### Actividad económica
Para más información visita el Sistema Nacional de Información Municipal del INAFED

## Atractivos Culturales y Turísticos

### Monumentos Históricos
Edificio de la Planta Hidroeléctrica de Necaxa, considerado uno de los primeros edificios de concreto de México, construida entre 1903 y 1905.
Campamento La Mesa, que es un conjunto de construcciones de arquitectura norteamericana e inglesa, que sirve como alojamiento para los ingenieros que operan la Planta de Necaxa y también sirven como oficinas administrativas.
La iglesia de la Santa Cruz, de arquitectura colonial, del siglo XX.
La Presa Necaxa, construida a principios del siglo XX.
El Palacio Municipal y el Edificio del Sindicato Mexicano de Electricistas.
Se cuenta con el Museo de Necaxa, en el edificio de la Presidencia Municipal, un Museo histórico que contiene piezas, materiales, fotografías y videos que cuentan la gran Historia de Necaxa Cuna de la Industria Eléctrica en México y América Latina.
Y en la parte superior se tiene un Mirador Panorámico con una inigualable vista de Necaxa y la región.

## Fiestas y Tradiciones
En la cabecera Nuevo Necaxa desde el 30 de abril hasta el 10 de mayo se celebra la Feria de Necaxa, popularmente conocida como “Fiestas de Mayo”, dentro de la que el 3 de mayo se celebra el Día de la Santa Cruz, con misas, procesiones, rezos, y el tradicional Baile de la Flores o Xochipitzahuatl.
Se realizan jaripeos, la Gran Exhibición de Pirotecnia, hay bandas de música, bailes populares y danzas de "Quetzalines, "Voladores", "Tejedores" y "Huehues".
En el mes de julio se celebra en el Pueblo de Necaxa (Junta auxiliar de Necaxa) su Fiesta Patronal en honor a San Cristóbal, se realizan procesiones a pie y en lancha donde se pasea al Santo hasta el centro de la Presa, donde ahora yace en el fondo el Pueblo de Necaxa original, sumergido bajo el agua. Hay exhibición de pirotecnia, bailes populares, danzas tradicionales como los Charros y los Negritos.
Artesanía
Se realizan trabajos como pintura en madera, en piedra y sobre teja, así como bordado tradicional de quechquemitl, deshilado artesanal el cual ha ganado el reconocimiento a nivel estatal; tallado en madera; así como se envasan conservas de chiles como el serrano y el tradicional chiltepín.
También se elaboran deliciosos vinos de frutas, entre los que destacan el licor de café, de maracuyá, de piñón y en Necaxa se cuenta con una productora de vinos de Blue Berry.
Gastronomía	
Alimentos:
Se elaboran los tradicionales Tacos de Papatla, que se preparan con tortillas hechas a mano agregándole distintos guisos entre los que destacan, el bistec, chile con huevo, carne molida a la mexicana, chicharrón en salsa verde, chicharrón prensado, frijoles y pollo en chiltepín. Estos tacos eran acostumbrados como viandas de los trabajadores electricistas.
Destaca el Pollo en chiltepín con cacahuate molido, el cual es un platillo incluido en las fiestas y ocasiones especiales.
Los antojitos mexicanos son muy comunes para almorzar y para cenar, destacan las enchiladas rellenas de pollo, los molotes de papa o de carne deshebrada y las gorditas de frijol, bañadas en salsa de tomate verde o de jitomate rojo. También se prepara la Cecina de res y los infaltables tamales.
Centros Turísticos	Como atractivo turístico existe La presa Necaxa y el complejo hidroeléctrico de la Compañía de Luz y Fuerza del Centro. 

## Gobierno
Principales Localidades	
Nuevo Necaxa, Necaxa, Necaxaltépetl, Nesuaya y Dos Caminos.
Cabecera Municipal: Nuevo Necaxa.
Sus principales actividades económicas son la industria eléctrica y el comercio, su número de habitantes aproximado es de 10 213.
Tiene una distancia aproximada a la ciudad de Puebla de 148,5 km y un tiempo aproximado de viaje de 3 horas con 20 minutos.
Necaxaltépetl.
Su principal actividad económica es la agricultura, su número de habitantes aproximado es de 900. Tiene una distancia aproximada a la cabecera municipal de 2 km.

### Caracterización de Ayuntamiento
El H. Ayuntamiento de Juan Galindo 1996-1999 está conformado por:
Presidente Municipal 
Un Síndico. 
5 Regidores de mayoría relativa. 
3 Regidores de representación Proporcional.
Y se tienen las siguientes comisiones
Gobernación 
Hacienda 
Industria y Comercio 
Obras Públicas 
Educación 
Salud 
Ecología 
Turismo
Organización y Estructura de la Administración Pública Municipal	
organigrama Juan Galindo
Autoridades Auxiliares	
Para el auxilio y mejor manejo de la Administración Municipal del Ayuntamiento cuenta con:
2 Juntas Auxiliares, las cuales son electas por plebiscito cada tres años, están manejadas por un presidente auxiliar municipal y cuatro regidores. 
Un Agente del Ministerio Público. 
Un juez de paz.
Regionalización Política
El municipio pertenece a la región socioeconómica número "1", con cabecera en la Ciudad de Huauchinango, Pue., además pertenece al Distrito Local Electoral 25 con cabecera en el Municipio de Huauchinango y al Distrito Federal Electoral 1 con cabecera en el municipio de Huauchinango; además pertenece a la Jurisdicción Sanitaria (SS) 01 de Huauchinango. A la Corde (SEP) 01 con cabecera en Huauchinango y al Distrito Judicial de Huahuchinango.
Reglamentación Municipal
El Ayuntamiento cuenta con los siguientes reglamentos:
Bando de Policía y Buen Gobierno. 
Reglamento Interior del Ayuntamiento. 
Reglamento de Mercados.
| Nombre                         | Periodo     |
| ------------------------------ | ----------- |
| Fausto García                  | 1938-1940   |
| Ezequiel Campos E.             | 1940-1942   |
| Ricardo Garrido Hernández      | 1942-1944   |
| Moisés Galindo Gómez           | 1944-1946   |
| Rafael García Sampayo          | 1946-1948   |
| Eduardo Hernández Sánchez      | 1949-1951   |
| Renato Sánchez Cabrera         | 1951-1953   |
| Mariano Zárate Espinoza        | 1954-1956   |
| Javier González                | 1957-1959   |
| Ramón Uribe Santos             | 1960-1963   |
| Alejandro Rivera Martínez      | 1964-1966   |
| Rogelio García Rodríguez       | 1966-1968   |
| Javier González Sánchez        | 1969-1971   |
| Esteban Aquino Cruz            | 1972-1975   |
| Roberto Chio Solís             | 1975-1978   |
| Esteban Chávez Hernández       | 1978-1981   |
| Ángel Razo Montiel             | 1981-1984   |
| Jesús Aurelio Castelán Romero  | 1984-1987   |
| Juan Fuentes Muñoz             | 1987-1990   |
| Higinio Guillermo Sánchez Díaz | 1990-1993   |
| Enrique Hernández Díaz         | 1993-1996   |
| Gregorio Vázquez Hernández     | 1996-1999   |
| Lorenzo Bertín Quiroga López   | 1999-2001   |
| José Raúl Leyva Castillo       | 2002-2005   |
| Miguel Soto                    | 2005-2008   |
| Luis Gerardo Martínez Gómez    | 2008-2011   |
| Fernando Platón Trejo          | 2011-2014   |
| Luis Gerardo Martínez Gómez    | 2014-2018   |
| Carlos Gilberto Garrido Torres | 2018 - 2021 |
| Maximino Muñoz Vázquez         | 2021 - 2024 |

## Ciudades hermanadas
La ciudad de Juan Galindo está hermanada con las siguientes ciudades ciudades:
- Calpulalpan, México (2014).[4]
- Xicotepec, México (2014).[4]
- Pahuatlán, México (2014).[4]
- Naupan, México (2014).[4]